# 포그 컴퓨팅

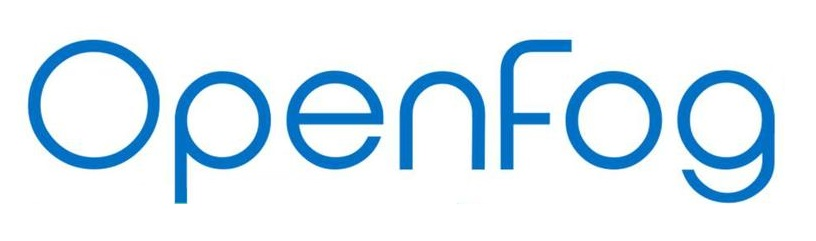
오픈포그 컨소시엄은 포그 컴퓨팅을 표준화하고 장려하는 것을 목표로 하는 주요 기술 기업 협회이다.

포그 컴퓨팅(fog computing) 또는 포그 네트워킹(fog networking), 포깅(fogging),은 에지 디바이스를 사용하여 인터넷 백본을 통해 라우팅되는 상당량의 연산, 기억, 통신을 수행하는 구조이며 대부분은 물리적인 세계로부터의 입출력을 가지는데 이를 트랜스덕션(transduction)이라고 부른다. 포그 컴퓨팅은 종종 센서 입력, 디스플레이 출력 또는 완전히 닫힌 루프 프로세스 제어를 수행하기 위해 물리적인 입출력을 직접 수행하는 에지 노드들로 구성된다. 매우 큰 데이터 센터에 상주하는 중심화된 클라우드가 아닌 에지나 에지 주변에서 cloudlets라는 이름으로 불리는 더 작은 에지 클라우드를 사용할 수도 있다. 자동차 통제와 같은 진보화된 에지 클라우드의 처리 능력은 이를테면 휴대전화와 개인용 컴퓨터와 같은 더 전통적인 에지 개인 기기들에 비해 상당할 수 있다.

## 역사
2012년에 낮은 레이턴시의 실시간 응용을 위해 수많은 IoT 장치들과 빅 데이터 볼륨을 처리하기 위해 포그 컴퓨팅과 더불어 클라우드 컴퓨팅의 확장의 필요성이 부각되었다.
2015년 11월 19일, 시스코 시스템즈, ARM 홀딩스, 델, 인텔, 마이크로소프트, 프린스턴 대학교는 오픈포그 컨소시엄을 설립하여 포그 컴퓨팅의 관심과 개발을 제고하였다.

## 같이 보기
- 에지 컴퓨팅

## 참고 문헌
- Numhauser, Jonathan  Bar-Magen,  Francisco, José; Casals, Forniés; Numhauser, Paulina, 편집., “Fog Computing- Introduction to a new Cloud evolution.”, 《Proceedings from the CIES III Congress, January 2012》 (영어)
- Pramanik, Pijush Kanti Dutta; Pal, Saurabh; Brahmachari, Aditya; Choudhury, Prasenjit (2018), “Processing IoT Data: From Cloud to Fog. It’s Time to be Down-to-Earth”, 《Applications of Security, Mobile, Analytic, and Cloud (SMAC) Technologies for Effective Information Processing and Management》 (영어) (IGI Global), 124–148쪽, doi:10.4018/978-1-5225-4044-1.ch007, ISBN 9781522540441, 2018년 9월 2일에 확인함